# Rollblatt

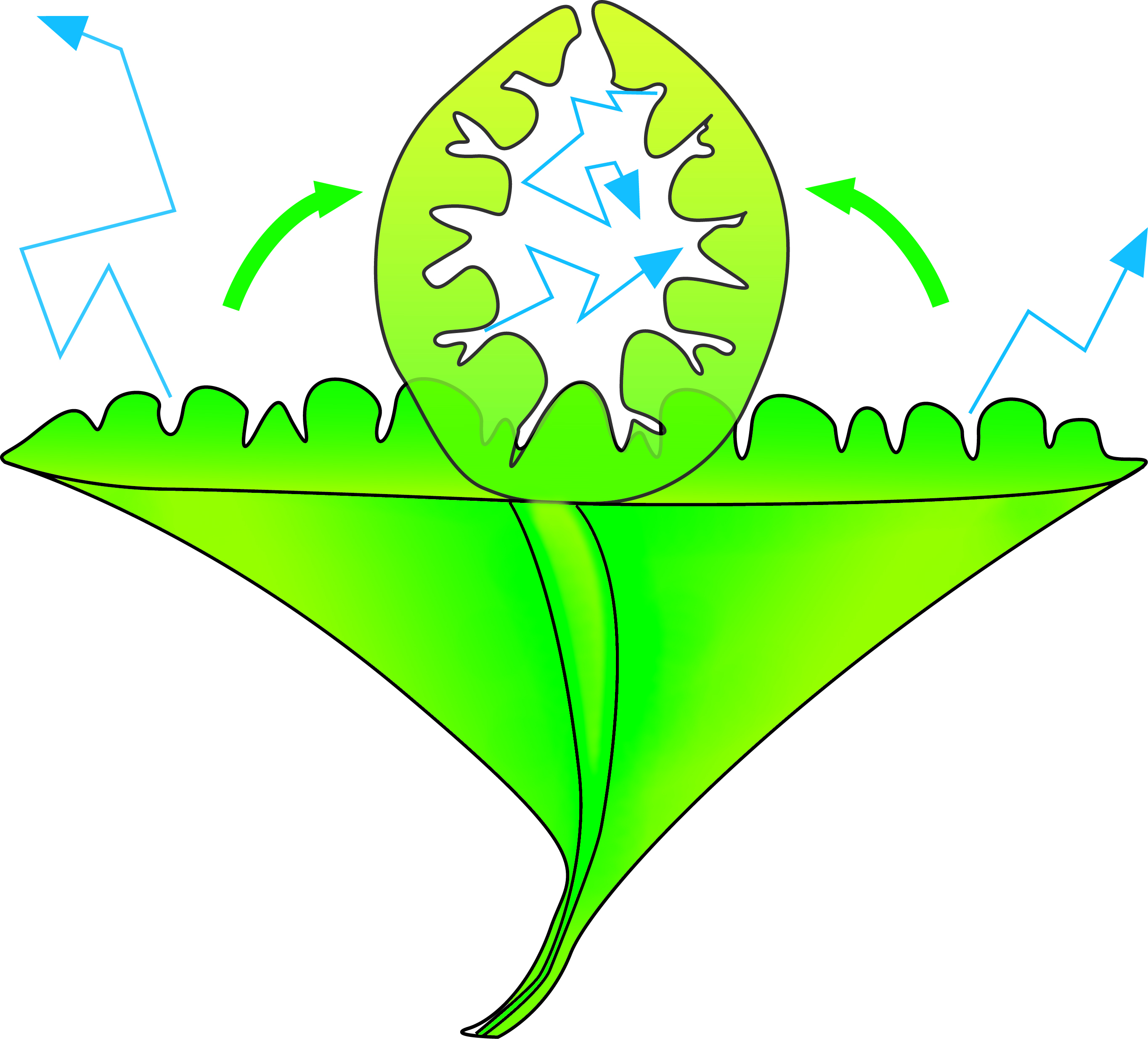
Rollblattmechanismus, Weg der Wassermoleküle mit blauen Pfeilen dargestellt

Rollblätter werden Pflanzenblätter genannt, die dauernd oder vorübergehend eingerollte Blattränder aufweisen.

## Zweck
Das Einrollen geschieht meist bei Wassermangel. Durch das Einrollen wird innerhalb der Blattröhre lokal die Luftfeuchtigkeit erhöht und der Wasserverlust bei der Transpiration verringert.

## Vorkommen
In typischer Ausprägung zeigt sie der Gewöhnliche Strandhafer und Steppengräser Eingerollte Blattränder treten auch bei vielen Heidekrautgewächsen und bei mediterranen Pflanzen wie Rosmarin, Montpellier-Zistrose auf – dort als Anpassung an semiaride Standorte.